# Nitrianska Blatnica
Nitrianska Blatnica és un poble i municipi d'Eslovàquia que es troba a la regió de Nitra, al sud-oest del país. El 2011 tenia 1.192 habitants.

## Història
La primera menció escrita de la vila es remunta al 1185.

## Demografia
| Godina             | 1994 | 2004   | 2014   | 2024   |
| ------------------ | ---- | ------ | ------ | ------ |
| Nombre de persones | 1148 | 1207   | 1230   | 1235   |
| Diferència         |      | +5,13% | +1,90% | +0,40% |

| Godina             | 2023 | 2024  |
| ------------------ | ---- | ----- |
| Nombre de persones | 1250 | 1235  |
| Diferència         |      | −1,2% |